# Joseph Christian Franz zu Hohenlohe-Waldenburg-Bartenstein

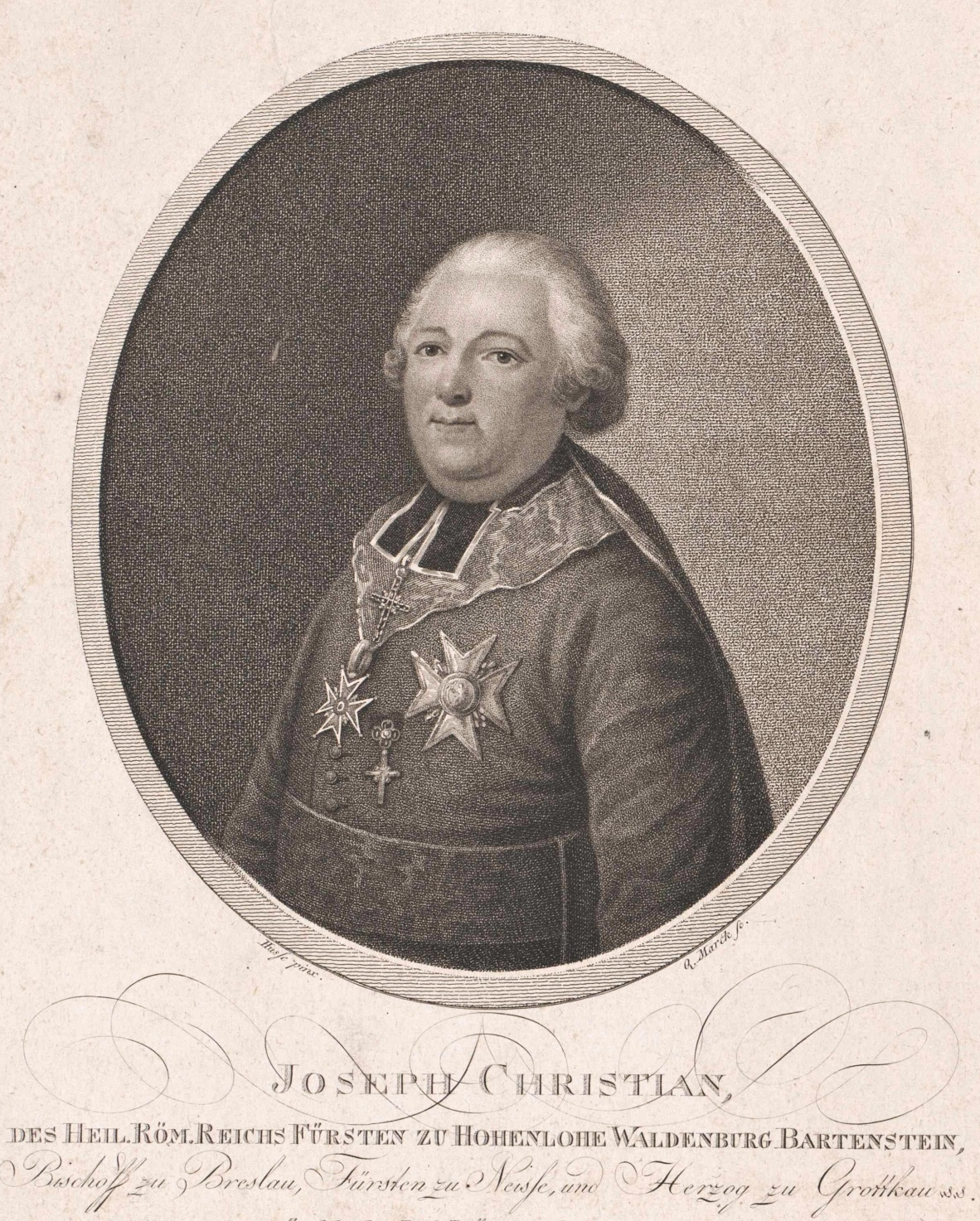
Fürstbischof Joseph Christian Franz zu Hohenlohe-Waldenburg-Bartenstein

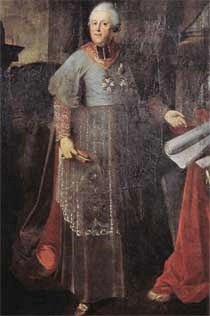
Ganzporträt

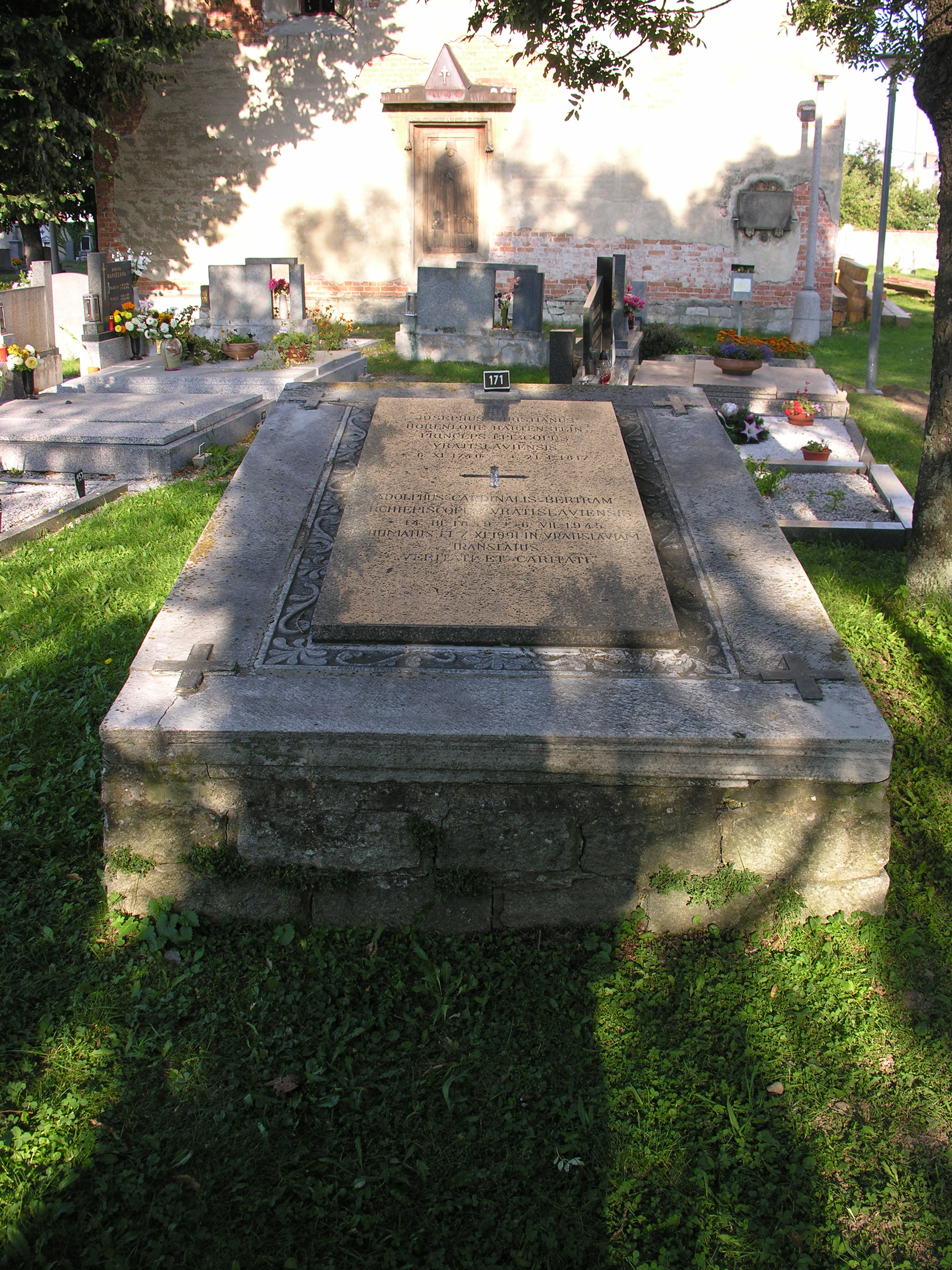
Grab des Bischofs Hohenlohe-Waldenburg-Bartenstein in Jauernig

Joseph Christian Franz zu Hohenlohe-Waldenburg-Bartenstein oder Joseph (Christian Franz Karl Ignaz) Fürst von Hohenlohe-Waldenburg-Bartenstein (* 6. November 1740 in Bartenstein in Württemberg; † 21. Januar 1817 in Jauernig) war Fürstbischof von Breslau.

## Leben
Joseph entstammte dem alten Hochadelsgeschlecht von Hohenlohe, Linie Waldenburg-Bartenstein und wurde geboren als Sohn des Wetzlarer Reichskammerrichters und regierenden Fürsten Carl Philipp Franz zu Hohenlohe-Waldenburg-Bartenstein sowie dessen Gattin Sophia Maria Friderica Charlotte von Hessen-Homburg. Einer seiner Brüder war Fürst Ludwig Carl Franz Leopold zu Hohenlohe-Waldenburg-Bartenstein (1731–1799). 
Er war Domherr in Köln, Straßburg und Salzburg. Auf Empfehlung des preußischen Königs Friedrich II. wurde er 1781 Breslauer Domherr, wo er am 12. November 1787 zum Koadjutor und 1789 zum Dompropst aufstieg. Am 3. August 1789 wurde er zum Titularbischof von Lerus ernannt und am 27. September 1789 durch den Weihbischof in Straßburg Jean Jacques Lantz (Johann Jakob Lantz) geweiht.
Nach dem Tod des Breslauer Bischofs Philipp Gotthard von Schaffgotsch wurde am 5. Januar 1795 Joseph Christian Franz zu Hohenlohe-Waldenburg-Bartenstein zu dessen Nachfolger gewählt.
Während seiner Amtszeit wurde nach einem Brand die Fürstbischöfliche Residenz in klassizistischem Stil wieder aufgebaut. 1801 gründete er die Schulenkommission als Oberaufsichtsbehörde.
Als Folge der zweiten und dritten Teilung Polens wurde das Erzbistum Breslau 1801 um das Archipresbyterat Tschenstochau vergrößert. Nachdem Preußen in den napoleonischen Kriegen dieses Gebiet wieder verloren hatte, wurde es 1818 endgültig aus der Breslauer Diözese ausgegliedert.
In Josephs Regierungszeit fiel 1810 die Säkularisation in Preußen. Nachfolgend wurden alle auf preußischem Staatsgebiet liegende Güter, das waren etwa 90 %, und das Vermögen des Erzbischofs sowie seines Domkapitels eingezogen. Eine Ausnahme bildeten lediglich die Stifte und Klöster, die der Krankenpflege oder der Jugenderziehung dienten. Die Güter im österreichischen Bistumsanteil blieben weiterhin im fürstbischöflichen Besitz. Wohl deshalb wurde Joseph nach seinem Tode in einer Gruft auf dem Friedhof in Jauernig bestattet.
Joseph war 1776 Mitglied einer Bonner Freimaurerloge der Strikten Observanz.